# Club Atlético Belgrano
|  | No s'ha de confondre amb Belgrano Athletic Club. |

El Club Atlético Belgrano és un club de futbol argentí de la ciutat de Córdoba.
El club va ser fundat el 19 de març de 1905. Guanyà molts campionats provincials abans d'incorporar-se a l'AFA el 1968. El 1991 aconseguí l'ascens a la primera divisió.

## Palmarès
- 1 Campionat regional: 1985/86.[2]
- 24 Campionat de Córdoba de futbol: 1913, 1914, 1917, 1919, 1920, 1929, 1930, 1931, 1932, 1933, 1935, 1936, 1937, 1940, 1946, 1947, 1950, 1952, 1954, 1955, 1957, 1970, 1971, 1973
- 3 Lliga de Córdoba de segona divisió: 1908, 1909, 1910
- 1 Lliga de la UCF: 1956
- 3 campionat provincial de l'ACF: 1983, 1984, 1985